# Copa de los Balcanes
La Copa de los Balcanes es una extinta competición de fútbol disputada por las selecciones que conforman la Península balcánica, como son Albania, Bulgaria, Grecia, Rumania, Turquía, Hungría, Checoslovaquia, Polonia y Yugoslavia de forma interrumpida entre 1929 y 1980. 
El primer torneo fue jugado por las selecciones de Rumania, Grecia, Yugoslavia y Bulgaria durante tres años, de 1929 a 1931.
Todos los equipos se enfrentaron entre sí dos veces cada uno, en partidos de ida y vuelta. La victoria se recompensaba con dos puntos, y el empate con uno. Rumanía sería el primer vencedor del torneo con un partido menos por disputar, al vencer a su máximo competidor, Yugoslavia, por 2-4 en el partido decisivo.
En las siguientes Copas, el sistema de competición cambió para pasar a disputar un único encuentro entre los participantes para no alargar durante tres años la competición, y finalizarla en una semana. De 1932 a 1936 se disputó anualmente por los mismos cuatro equipos hasta que se vio interrumpida por la Segunda Guerra Mundial. La competición se reanudaría en 1946, pero Grecia se retiraría del torneo, siendo reemplazado por Albania, quien ganaría el torneo tras vencer a Rumanía por 1-0 en el duelo final. En 1947 Hungría entró en la competición, y como hiciese Albania la edición anterior, se alzaría con el título en su primera comparecencia. Hungría, era en aquella época una de las mayores potencias futbolísticas, hecho que demostró tras vencer a Bulgaria por un contundente 9-0.
En la siguiente edición, en 1948, la Copa se extendió a siete equipos incluyendo a Polonia y Checoslovaquia. Sin embargo, este torneo no llegó a finalizarse, y aún se desconocen los motivos. En el momento de la cancelación, Hungría comandaba la competición.
La Copa dejaría de jugarse hasta el año 1973, cuando el sistema de grupos fue reemplazado por un sistema de eliminatorias. En esta edición compitieron únicamente cuatro equipos: Rumanía, Bulgaria, Turquía y Grecia. Bulgaria se haría con el título tras la regla del gol de visitante con Rumanía en la final a doble partido. El torneo contaría en 1977, última edición disputada que duraría otros tres años, con cinco equipos tras el regreso de Yugoslavia. En él, Rumanía se alzaría con el título al ganar a los yugoslavos por 4-1 en el último partido, por un 4-3 global.

## Historial
| Edición          | Campeón           | Resultado                            | Subcampeón        |
| ---------------- | ----------------- | ------------------------------------ | ----------------- |
| 1929/31 Detalles | Rumania           | 10 pts - 6 pts (fase final de grupo) | Yugoslavia        |
| 1931 Detalles    | Bulgaria          | 4 pts - 2 pts (fase final de grupo)  | Turquía           |
| 1932 Detalles    | Bulgaria          | 6 pts - 4 pts (fase final de grupo)  | Yugoslavia        |
| 1933 Detalles    | Rumania           | 6 pts - 4 pts (fase final de grupo)  | Yugoslavia        |
| 1934/35 Detalles | Yugoslavia        | 4 pts - 3 pts (fase final de grupo)  | Grecia            |
| 1935 Detalles    | Bulgaria          | 5 pts - 5 pts (fase final de grupo)  | Yugoslavia        |
| 1936 Detalles    | Rumania           | 4 pts - 2 pts (fase final de grupo)  | Bulgaria          |
| 1946 Detalles    | Albania           | 4 pts - 4 pts (fase final de grupo)  | Yugoslavia        |
| 1947 Detalles    | Hungría           | 8 pts - 6 pts (fase final de grupo)  | Yugoslavia        |
| 1948 Detalles    | Torneo incompleto | Torneo incompleto                    | Torneo incompleto |
| 1973/76 Detalles | Bulgaria          | 1 - 0, 2 - 3 (doble eliminatoria)    | Rumania           |
| 1977/80 Detalles | Rumania           | 0 - 2, 4 - 1 (doble eliminatoria)    | Yugoslavia        |

- Fuente: The Rec. Sports Soccer Statistics Foundation

## Palmarés
| País       | Campeonatos | Ediciones                    |
| ---------- | ----------- | ---------------------------- |
| Rumania    | 4           | 1929/31, 1933, 1936, 1977/80 |
| Bulgaria   | 4           | 1931, 1932, 1935, 1973/76    |
| Yugoslavia | 2           | 1934/35, 1935                |
| Albania    | 1           | 1946                         |
| Hungría    | 1           | 1947                         |

## Goleadores
| Edición | Jugador                                                | Goles |
| ------- | ------------------------------------------------------ | ----- |
| 1929-31 | Iuliu Bodola Rudolf Wetzer                             | 7     |
| 1931    | Asen Panchev                                           | 3     |
| 1932    | Aleksandar Živković                                    | 5     |
| 1933    | Gheorghe Ciolac Ştefan Dobay                           | 4     |
| 1934-35 | Aleksandar Tirnanić Aleksandar Tomašević               | 3     |
| 1935    | Liubomir Angelov                                       | 5     |
| 1936    | Alexandru Schwartz                                     | 4     |
| 1946    | Loro Boriçi Qamil Teliti Nicolae Reuter Božidar Sandić | 2     |
| 1947    | Ferenc Deák                                            | 5     |
| 1948    | Ferenc Puskás                                          | 8     |
| 1973/76 | Cemil Turan                                            | 4     |
| 1977/80 | Anghel Iordănescu                                      | 6     |